# Борщиков, Шахид Шухаипович
Шахид Шухаипович Борщиков (1875, Шали — 1926) — участник Первой мировой и Гражданской войн, урядник Чеченского конного полка «Дикой дивизии», полный Георгиевский кавалер.

## Биография
Уроженец с. Шали, родился в 1875 году. Внук шалинского старшины Борщика Хамбулатова.
После начала Первой мировой войны Шахид Борщиков отправил телеграмму начальнику Терской области:
Начальнику Терской области, Владикавказ, из Шали Терской области

27/VII 1914 г.

По примеру своих предков желая послужить царю и Отечеству, набрав с собой добровольцев храбрых чеченцев со своими лошадьми прошу Ваше Превосходительство ходатайствовать пред Его Императорским Величеством о назначении меня с названной сотней в первую очередь. На поле сражения жаждем доказать свою горячую любовь Отечеству.

Шахид Шухаипович Борщиков.
Шахид Борщиков стал одним из первых всадников Чеченского конного полка, удостоенных награды. 16 декабря 1914 года, будучи в разведке, он заметил обходной манёвр противника, сообщил об этом начальству, вступил в перестрелку с врагом и сдерживал его атаки до подхода подкрепления. Это вынудило противника отступить. За этот подвиг Борщиков был удостоен Георгиевского креста IV степени № 159403.
28 июня 1915 года австро-германские войска предприняли наступление на части российской армии близ Калуша. Войска начали отступать. Однако генерал-майор Фейзулла Мирза Каджар сумел восстановить контроль над войсками. Под огнём противника Борщиков с товарищами прорвался в его тыл. Всадники чеченского полка отбили у австрийцев пять пушек. В ходе операции прапорщик Борщиков был сильно контужен, но остался в строю и продолжал руководить своими товарщами. В ноябре того же года за этот подвиг он был награждён Георгиевским крестом IV степени.
4 июля 1915 года, будучи в разведке на левом берегу Днестра, заметил обход противника, о котором сообщил руководству и, несмотря, на опасность, продолжал наблюдение. Этот подвиг Борщиков был отмечен Георгиевским крестом I степени.
За свои заслуги в Первой мировой войне Борщиков был произведён в офицеры.
В период Гражданской войны Борщиков служил в Белой армии. С 1919 по март 1920 года был приставом Шалинского участка Веденского округа. Участвовал в боях с красногвардейцами.
Расстрелян в 1926 году.

## Память
На одном из камней Мемориала памяти погибших в борьбе с терроризмом в Грозном высечено имя Шахида Борщикова.